# Polygaster (schimmelgeslacht)
Polygaster is een monotypisch geslacht in de orde Agaricales. De familie is nog niet zeker (Incertae sedis). Het geslacht bevat alleen de soort Polygaster sampadarius.